# Pirateria

La tipica bandiera pirata del XVII-XVIII secolo con drappo nero, teschio e tibie incrociate è chiamata Jolly Roger. Prima di un abbordaggio veniva nascosta e sostituita con una diversa, sfruttando la sorpresa.

La pirateria è l’attività dei pirati, cioè coloro che compiono violenze o atti illegali in ambito nautico. Storicamente essi sono perlopiù marinai che assaltano, saccheggiano, derubano o affondano navi, spesso dopo aver abbandonato la precedente vita civile sui mercantili per scelta o per costrizione.
L'attività è altrimenti nota con la locuzione "correre il mare", dal latino cŭrrĕre.
La pirateria è antica quanto la navigazione, ma nella cultura popolare è riferita soprattutto ai secoli XVI-XIX (specie 1600 e 1700) ovvero alla pirateria nautica più documentata (segnatamente quella occidentale).
Le aree considerate ad alto rischio di pirateria sono cambiate nel tempo. Tra queste ci sono state il Mare Caraibico, la zona dello stretto di Gibilterra, il Madagascar, il Mar Rosso, il Golfo Persico, il litorale del Malabar nonché tutto il tratto di mare tra Filippine, Malaysia e Indonesia dove spadroneggiavano i pirati filippini. Il fenomeno piratesco si deve essenzialmente a povertà, istituzioni deboli o assenti nonché posizioni strategiche per il controllo della navigazione.
Il Mar Cinese Meridionale ospitava all'inizio del XIX secolo la più temuta e numerosa comunità di pirati (si stima circa 40.000), ma la locuzione "epoca d'oro della pirateria" si riferisce soprattutto alla pirateria caraibica del '600-'700 (calata drasticamente nell'800).

Stereotipo piratesco tipico delle opere di fantasia: occhio bendato, pappagallo, uncino, gamba di legno, sciabola d'arrembaggio, Jolly Roger su feluca, giacca, denti marci, ghigno, orecchini e barba.

Verso la fine del XVII secolo gli stampatori indicarono come pirati quei tipografi che producevano copie illegali di libri. Attualmente l'utilizzo del termine pirateria per situazioni diverse da quella nautica originaria si è esteso a vari tipi d'appropriazione indebita: pirateria informatica, pirateria di contraffazione, pirateria aerea, pirateria stradale e plagio.

## Etimologia
Il termine "pirateria" deriva dal sostantivo "pirata", ereditato dal latino pirata, che si configura, ancora prima, come prestito dal greco antico πειρατής (peirātḗs), da πεῖρᾰ (peîră, “prova, tentativo, complotto”).
Nella maggior parte delle lingue europee, il termine mantiene la sua derivazione greco-latina, sebbene la sua semantica possa variare, in base ai contesti e agli argomenti trattati.

## Storia

### L'età antica e le origini

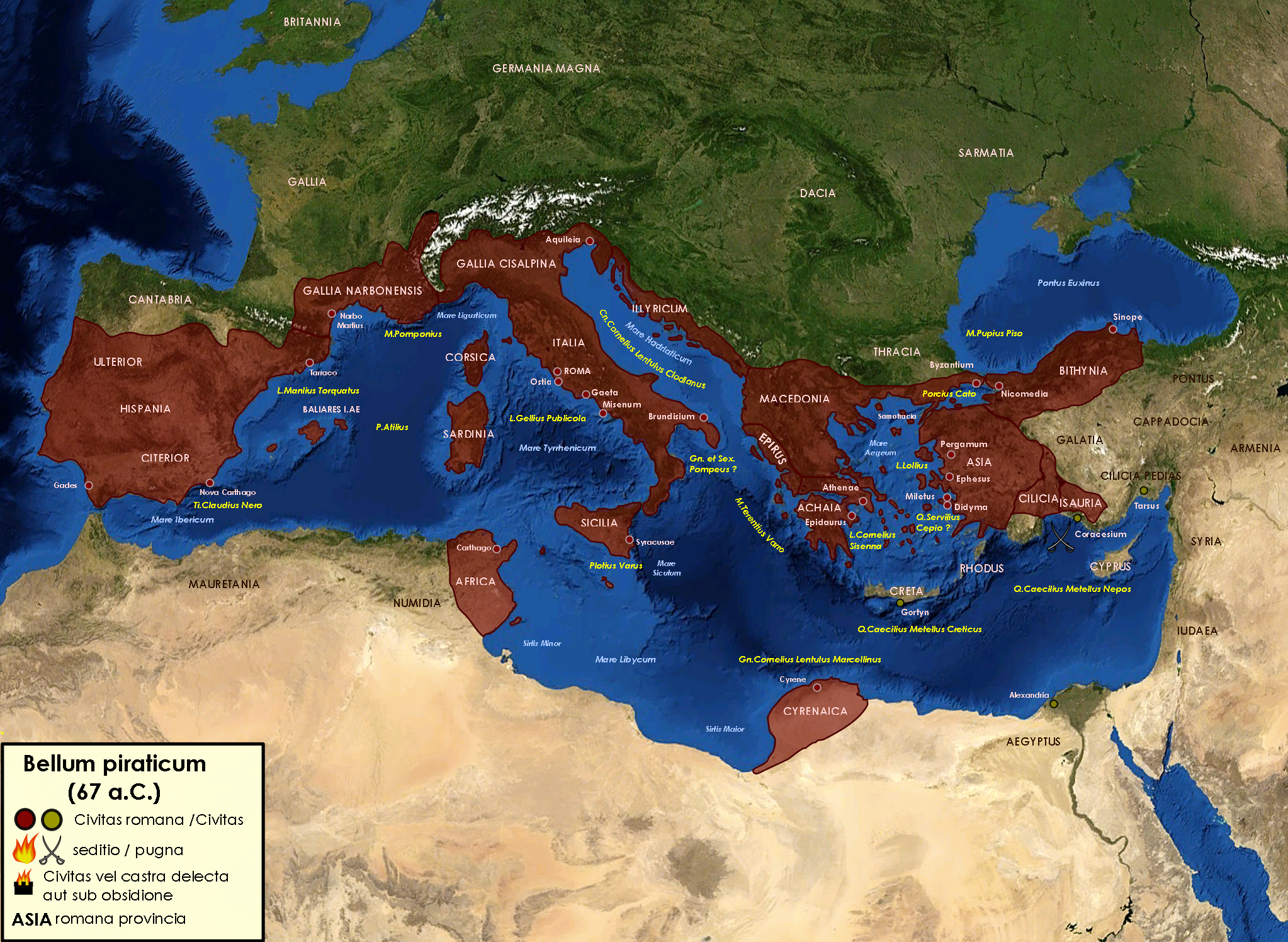
Mappa generale del Bellum piraticum con i relativi comandanti, per area territoriale.

Vi sono esempi di pirati nel mondo antico con i Popoli del Mare (come gli Shardana) o classico tra i Greci e i Romani, quando ad esempio gli Etruschi erano conosciuti con l'epiteto greco Thyrrenoi (da cui deriva il Mar Tirreno) e avevano la fama di pirati efferati; all'inizio del primo secolo a.C. il giovane Gaio Giulio Cesare fu preso prigioniero da pirati che veleggiavano nelle acque intorno all'isola di Rodi, con grandi flotte di navi enormi, secondo un famoso aneddoto riferito da autori come Svetonio (nelle Vite dei Cesari, libro I) e Plutarco (nelle Vite parallele). Gneo Pompeo Magno condusse una vera e propria guerra contro i pirati, con il sostegno del Senato romano. I pirati erano quasi sempre condannati a morte pubblicamente.
Nel mondo antico non sussisteva una chiara distinzione fra la pirateria come modernamente intesa e la guerra di corsa (quest'ultima peraltro proibita nel diritto marittimo internazionale solo nel 1856 con il trattato di Parigi).
Man mano che le città-stato della Grecia crebbero in potenza, attrezzarono delle navi scorta per difendersi dalle azioni di pirateria. Fra esse Rodi, che secondo Strabone nell'VIII secolo a.C. si assunse compiti di "polizia del mare" navigando fino in Adriatico «per la salvezza delle genti».
A sua volta Atene, la maggior potenza navale ellenica, dovette spesso occuparsi di proteggere i suoi traffici dai pirati. Nel cosiddetto "decreto Tod 200" (325/24 a.C.) si progettò addirittura la fondazione di una nuova base navale perché «vi sia protezione dai Tirreni», cioè gli Etruschi della Val Padana che controllavano l'Alto Adriatico e da lì partivano per le loro scorrerie.
Il Mar Mediterraneo vide sorgere e consolidarsi alcune fra le più antiche civiltà del mondo ma, nello stesso tempo, le sue acque erano percorse anche da predoni del mare. L'Egeo, un golfo orientale del Mediterraneo e culla della civiltà greca, era un luogo ideale per i pirati, che si nascondevano con facilità tra le migliaia di isole e insenature, dalle quali potevano avvistare e depredare le navi mercantili di passaggio. Le azioni di pirateria erano inoltre rese meno difficoltose dal fatto che le navi mercantili navigavano vicino alla costa e non si avventuravano mai in mare aperto. L'attesa dei pirati, su una rotta battuta da navi cariche di mercanzie, era sempre ricompensata da un bottino favoloso. I pirati attaccavano spesso anche i villaggi e ne catturavano gli abitanti per chiedere un riscatto o per rivenderli come schiavi.

Questa è la descrizione che ne fa lo storico Cassio Dione Cocceiano al tempo della guerra piratica di Pompeo del 67 a.C.: 
(Cassio Dione Cocceiano, Storia romana, XXXVI, 21.1-3.)
Destinata a grande fortuna fu la definizione di Cicerone del pirata come "communis hostis omnium", nemico comune di tutti, che sarà ripresa nel medioevo nella formulazione, erroneamente attribuita a Bartolo da Sassoferrato, dei pirati come "hostes humani generis", nemici dell'umanità.

### Medioevo
Nel Medioevo pirati europei furono per esempio: Maio "Matteo - Madio" di Monopoli, 1260 (pirata italiano medievale che navigava nel Mediterraneo preferibilmente tra Puglia e Grecia), Enrico "il Pescatore" di Malta, Ruggero da Fiore, Andrea Morisco, Awilda, il Duca Barnim VI di Pomerania, Gottfried Michaelsen, i Vitalienbrüder, Hennig Wichmann, Cord Widderich, Magister "Mastro" Wigbold, Eustachio il Monaco e Klaus Störtebeker, pirata germano nato nel 1360 a Wismar e morto nel 1401 ad Amburgo, terrore del mar baltico.
Nel Mediterraneo all'Alto Medioevo risalgono le attività piratesche di Vandali, Vichinghi e Danesi, mentre al Basso Medioevo quelle di Slavi e Saraceni con relativi prodromi nei secoli precedenti.
Assieme a questi si aggiungono anche i corsari di Malta.
I pirati più conosciuti nel Medioevo furono i Vichinghi, che dalla Scandinavia attaccarono e depredarono principalmente tra l'VIII e il XII secolo le coste e l'entroterra di tutta l'Europa occidentale e successivamente le coste del Nord Africa e dell'Italia. La mancanza di poteri centralizzati nell'Europa nel Medioevo vi favorì la pirateria.

#### I Vichinghi

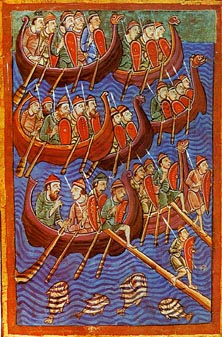
Vichinghi imbarcati in una miniatura del XII secolo

Navigatori esperti, i guerrieri norreni originari della Scandinavia pianificavano i loro attacchi in anticipo e di solito riuscivano a sorprendere le loro prede grazie alla velocità e alla mobilità, elementi chiave delle incursioni norvegesi che le rendeva difficili da prevenire.
Il primo attacco registrato da parte dei vichinghi si ha nel 793, testimoniato da Simone di Durham. Esso racconta del saccheggio della chiesa di Lindisfarne, dove sono stati rubati tutti i tesori. Incursioni di questo tipo erano comuni fra i norvegesi. Questi pirati erano provvisti di grandi navi che usavano per scontri in mare oltre che per saccheggiare le città e i monasteri, i drakkar. Tra i tesori più ricercati vi erano le copertine dei codici miniati, crocifissi d'oro e calici d'argento. I monasteri erano preferiti ad altri obbiettivi a causa della loro lontananza dalle città, la vicinanza all'acqua e l'assenza di eserciti o guardie a difenderli. Potevano essere fatti prigionieri più facilmente.
Nel 795 i pirati nordici fecero irruzione per la prima volta a Iona, un'isola al largo della Scozia. Venne attaccata nuovamente nel 802 e 806 dove si riporta l'uccisione di sessantotto persone fra monaci e laici. Valfridio Strabone, abate di Reichenau, riporta in un manoscritto contenente molte delle sue opere, racconti dettagliati di un guerriero irlandese aristocratico che donò la sua vita a Dio. Costui era Blathmac e durante un attacco al suo monastero da parte dei pirati nel 825, venne lasciato in vita per ricavare informazioni riguardanti i prossimi obiettivi da depredare. Al rifiuto di fornire tali informazioni, i pirati lo assassinarono brutalmente.
Le isole britanniche non erano gli unici obiettivi di caccia da parte dei pirati norvegesi. Durante l'impero dei Franchi, il flusso di Vichinghi non cessò di aumentare. Ovunque ci furono cristiani vittime di massacri, incendi, saccheggi e i Vichinghi continuarono nella conquista di tutto il loro percorso, senza trovare resistenza. Presero Bordeaux, Périgueux, Limoges, Angoulême e Tolosa. Le città di Angers, Tours e Orléans vennero annientate e una flotta imponente di navi pirata che risaliva su per la Senna portò la paura in tutta la regione. Rouen fu rasa al suolo; Parigi, Beauvais e Meaux furono prese e ogni città fu assediata.
Entro la fine del IX secolo, i Franchi avevano pagato l'equivalente di dodici tonnellate di argento, grano, bestiame, vino, sidro e cavalli per evitare il saccheggio delle loro città e dei monasteri.
I pirati norvegesi si svilupparono nei primi anni dell'epoca vichinga. Dopo un primo periodo di nomadismo, stabilirono basi stabili sulle coste, insediandosi con le loro famiglie in posti come Jorvik (York), Islanda, Novgorod (Russia) e Normandia. La pirateria mise le basi per l'esplorazione finché la civiltà norvegese raggiunse il Nord America.

Famosi per la loro abilità di navigatori e per le lunghe barche, i vichinghi in pochi secoli colonizzarono le coste e i fiumi di gran parte d'Europa, le isole Shetland, Orcadi, Fær Øer, l'Islanda, la Groenlandia e Terranova; si spinsero a sud fino alle coste del Nordafrica e a est fino alla Russia e a Costantinopoli, sia per commerciare sia per compiere saccheggi.
Il loro declino avvenne in coincidenza con la diffusione del Cristianesimo in Scandinavia; a causa della crescita di un forte potere centralizzato e al rinforzarsi delle difese nelle zone costiere dove erano soliti compiere saccheggi, le spedizioni predatorie divennero sempre più rischiose, cessando completamente nell'XI secolo, con l'ascesa di re e grandi famiglie nobili e di un sistema semi feudale.
I Vichinghi, nell'immaginario moderno, sono associati a falsi miti, tra i quali che fossero molto alti (secondo studi moderni erano solo di media statura), che indossassero elmi con le corna, che vivessero solo per depredare (anzi erano anche commercianti o semplici esploratori), usassero i teschi come tazze nonché fossero selvaggi e sporchi. Il cuore della società vichinga era in realtà basato sulla reciprocità, sia a livello personale e sociale sia a livello politico. Riguardo all'igiene, erano in realtà considerati "eccessivamente puliti" dalle popolazioni britanniche per la loro abitudine di fare almeno un bagno a settimana e usavano pettini e sapone.
Storicamente inesatto invece il fatto che portassero elmi dotati di corna.

Ciò non toglie che effettivamente i Vichinghi terrorizzassero chiunque fosse da loro assalito; spesso trucidavano la popolazione locale, depredando tutti i beni e il bestiame, schiavizzavano i bambini e le donne, talvolta arrivando a commettere infanticidio, secondo le loro usanze belliche.

### I Mori

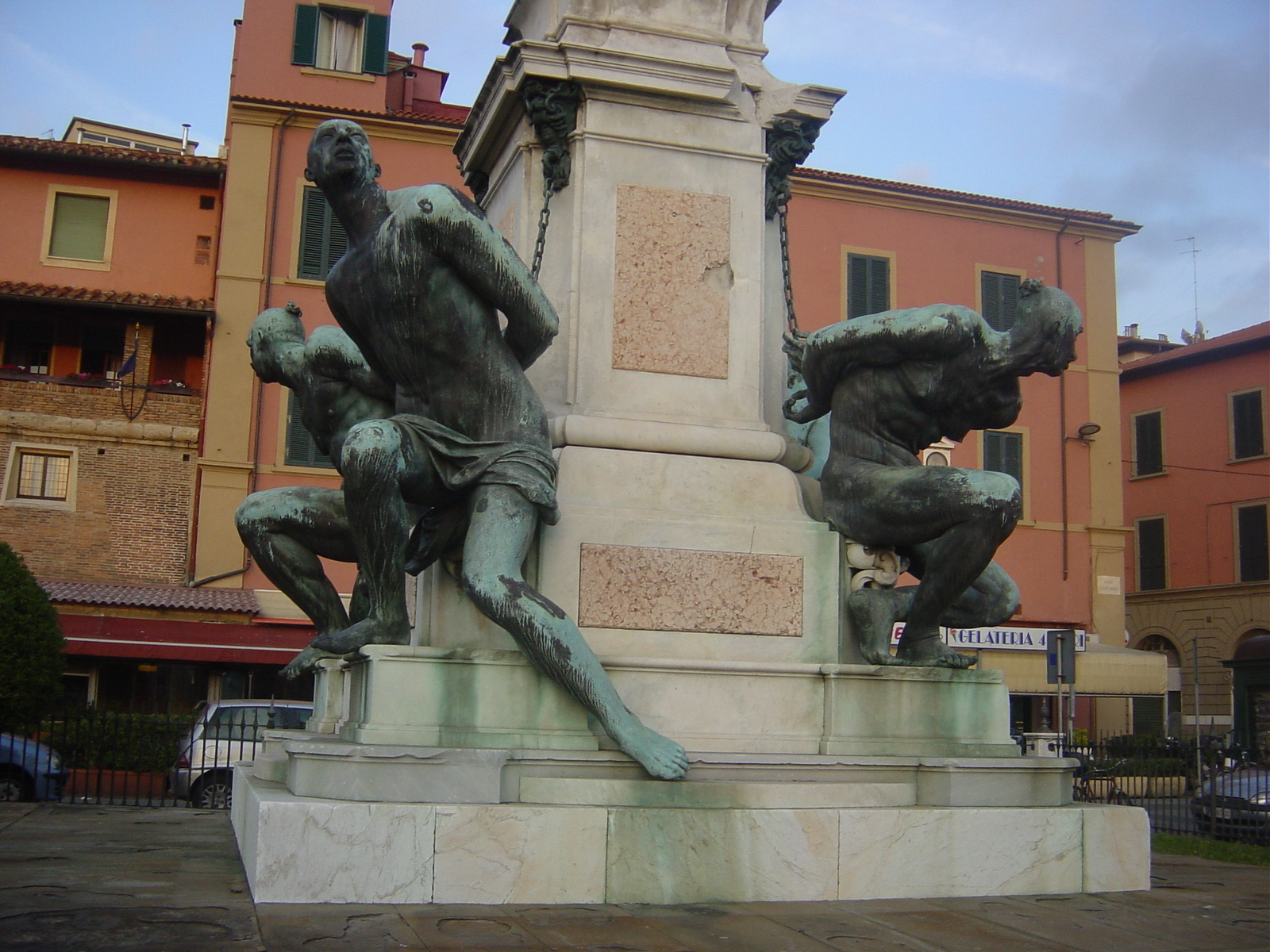
Monumento dei quattro Mori

Verso la fine del IX secolo, i Mori si erano instaurati lungo le coste della Francia meridionale e l'Italia settentrionale. Nell'anno 846 i Mori saccheggiarono Roma e danneggiarono il Vaticano. Nel 911, il Vescovo di Narbona fu impossibilitato al ritorno in Francia per via del controllo che i Mori esercitavano su tutti i passi delle Alpi. Dall'anno 824 all'anno 916 i pirati Arabi razziarono per l'intero Mediterraneo. Nel XIV secolo gli assalti dei pirati Mori e Arabi costrinsero il Ducato Veneziano di Creta a chiedere al Gran Duca di tenere costantemente in allerta la sua flotta navale.

#### I Narentani
Dopo le invasioni compiute dagli Slavi della ex provincia romana della Dalmazia nel V e VI secolo, una tribù chiamata Narentani prese il comando, a partire dal VII secolo, sul mare Adriatico. Le loro incursioni aumentarono al punto che viaggiare e commerciare attraverso l'Adriatico non era più sicuro.
I Narentani furono liberi di attaccare e saccheggiare nel periodo in cui la Marina Veneziana era impegnata in campagne militari fuori dai propri mari, ma al momento del suo ritorno nell'Adriatico, i Narentani abbandonarono i loro assalti, e furono costretti a firmare un trattato con i Veneziani e a riconoscere il cristianesimo. Negli anni 834-835, rotto il trattato precedentemente stipulato, attaccarono nuovamente ai danni di commercianti veneziani di ritorno da Benevento. Seguirono quindi, negli anni 839 e 840, dei tentativi di punirli da parte dei militari veneziani che andarono completamente falliti.
Successivamente gli attacchi ai danni dei Veneziani si fecero più frequenti e videro anche la partecipazione degli Arabi. Nell'anno 846, i Narentani saccheggiarono la laguna di Caorle passando alle porte di Venezia. I Narentani rapirono degli emissari del vescovo di Roma, che facevano ritorno dal Consiglio Ecclesiastico di Costantinopoli. Questo causò delle azioni militari da parte dei Bizantini che riuscirono a sconfiggerli e convertirli al cristianesimo. Dopo le incursioni da parte degli Arabi, sulla costa adriatica nell'872 e il ritiro della Marina Imperiale, i Narentani hanno continuato le loro scorrerie nelle acque Veneziane, provocando nuovi conflitti con gli italiani nell'887-888.
I Veneziani inutilmente continuarono a combattere contro di loro nel corso dei secoli X e XI.

#### Corsari Catalani
Il programma di espansione dell'Aragona era incentrato prevalentemente sulle attività marinare di pirateria e di corsa. Molte furono le lamentele da parte di diverse regioni vicine e lontane, attestando così l'efficacia di tali attività.
Nel 1314 due ambasciatori marsigliesi accusarono i pirati Catalani di aver venduto alcuni commercianti e marinai provenzali, dopo averli privati di beni e imbarcazioni. Attorno al 1360, sempre da parte dei marsigliesi, si ha notizia dell'invio alla Regina Giovanna I di Napoli di ambasciatori per la richiesta di risarcimento di danni conseguenti a razzie catalane, che ammontavano a ben 40.000 fiorini d'oro. I Re Aragonesi non sempre mantenevano un atteggiamento chiaro nei confronti degli alleati, ai quali da un lato promettevano amicizia, mentre permettevano che i propri sudditi si volgessero contro di loro per saccheggi e attacchi ai mercantili. Il controllo sul movimento dei porti aragonesi era rigido e veniva precisato da speciali norme che stabilivano le regole e le precauzioni secondo le quali si doveva navigare. L'editto reale del 1354 prevedeva infatti che nessuna imbarcazione potesse salpare dalla spiaggia di Barcellona o da altri porti del Regno, senza una licenza o un lasciapassare e che soltanto le navi armate potessero trasportare merci pregiate.
Una organizzazione così minuziosa dell'attività mercantile sottolinea la volontà di programmare anche il commercio in funzione dei problemi dell'offesa e della difesa e quindi della pirateria e della guerra di corsa.

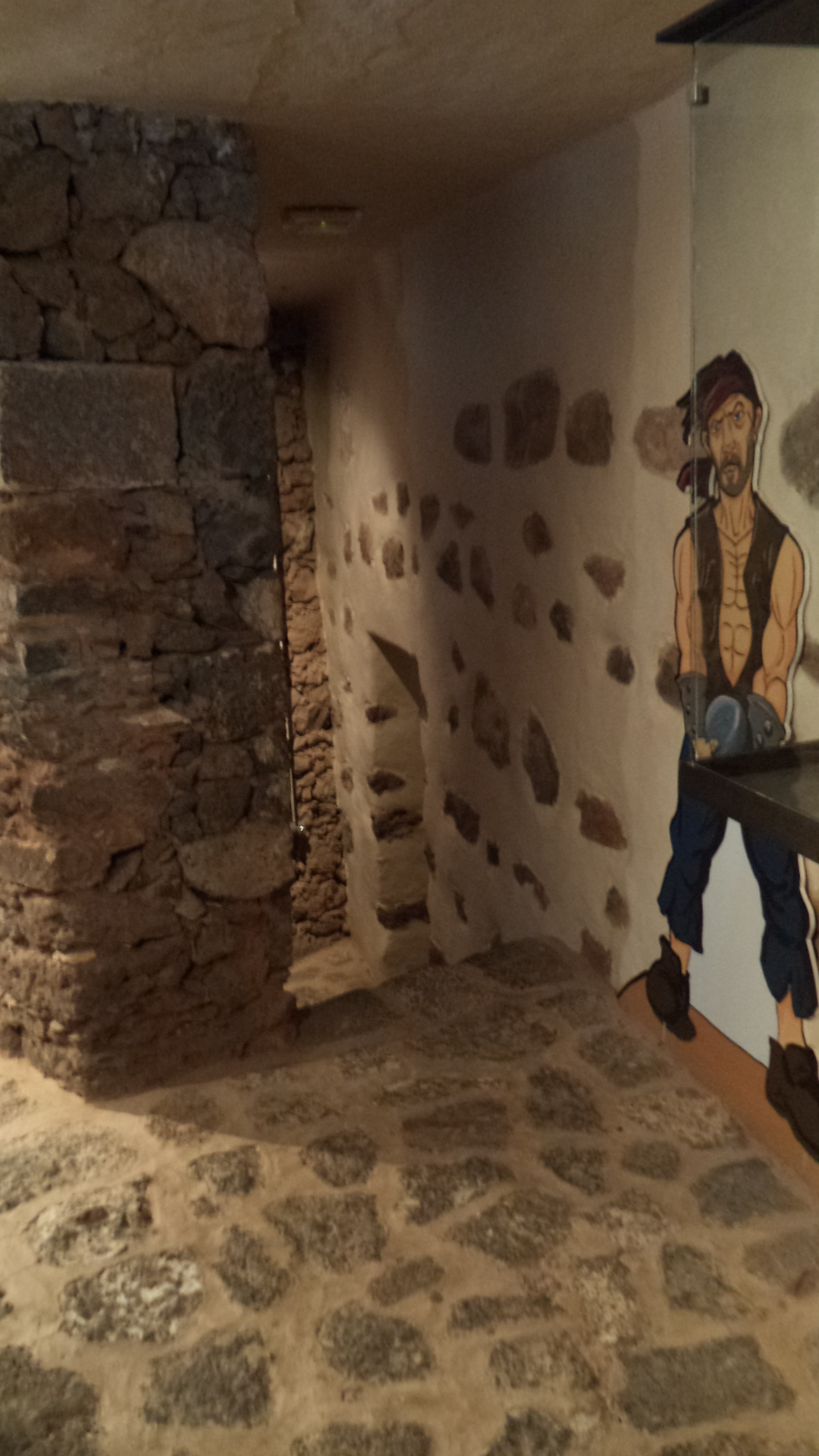
Museo della Pirateria di Lanzarote

#### Rappresaglie ufficiali
Fu il Re Enrico III (1216-1272) a emettere le prime conosciute lettere di marca (o di corsa).
Ve ne erano di 2 tipi: in tempo di guerra il re emetteva lettere di corsa che autorizzavano i corsari ad attaccare le navi nemiche, e in periodo di pace i mercanti che avevano perso le navi o il carico per colpa di pirati potevano richiedere una lettera di marca speciale che permettesse di attaccare navi appartenenti allo Stato d'origine del pirata, per recuperare le perdite.
La gravità di questo fenomeno è testimoniata da provvedimenti cruenti ed esemplari come quello preso dal Re Enrico III nei confronti di William Maurice, condannato per pirateria nel 1241, il primo ad essere impiccato e squartato per atti di pirateria.

#### Imbarco per la Terra Santa
L'Ordine dei Cavalieri di San Giovanni, detti anche Cavalieri del Santo Sepolcro, fu fondato nell'XI secolo durante le crociate con l'intento di difendere Gerusalemme, in mano ai cristiani, dagli attacchi delle forze dell'Islam (tra i cui attacchi vi era anche la "Corsa barbaresca" alle coste corrispondenti all'attuale area di Israele). Esiste una miniatura che mostra i crociati che caricano le navi per il viaggio in Terra Santa. I cavalieri costruirono anche ospedali dove ricoverare i crociati feriti.

#### I pirati barbareschi
Nel Mar Mediterraneo operò la pirateria barbaresca, ad opera dei corsari barbareschi, provenienti dalle regioni "barbaresche" (cioè a maggioranza berbera che si affacciano sul Mediterraneo), che cominciarono a operare dal 1400.
Le scorrerie degli arabi nel Mediterraneo iniziarono con l'occupazione del cantiere navale di Alessandria d'Egitto ('642) e la successiva costruzione del cantiere navale di Qayrawan, presso Tunisi ('690 circa).
Gli Stati barbareschi (Algeri, Tripoli e Tunisi) erano città-Stato musulmane situate sulle coste del Mediterraneo, la cui principale attività era rappresentata dalla guerra marittima di corsa, soprattutto ai tempi delle crociate, guerre religiose che videro scontrarsi, a partire dalla fine dell'XI secolo, cristiani e musulmani.
Fino a circa il 1440, il commercio marittimo nel Mare del Nord e nel Mar Baltico fu seriamente in pericolo di attacchi pirati.

### Pirateria moderna

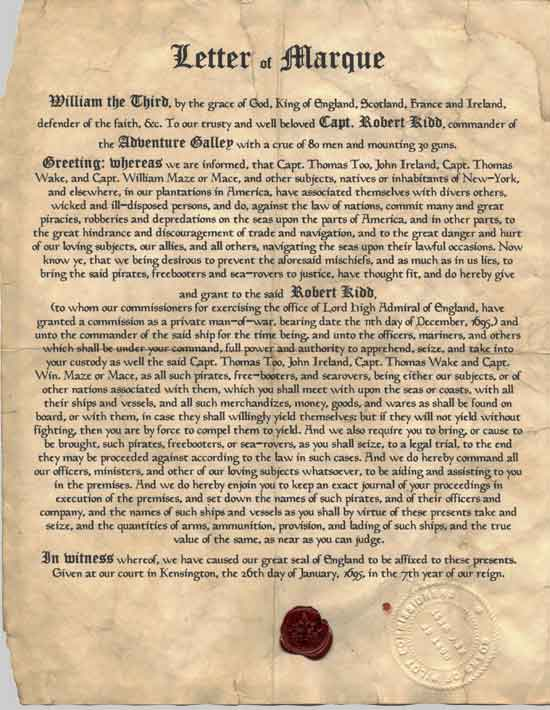
Lettera di marca del capitano Kidd, XVII secolo.

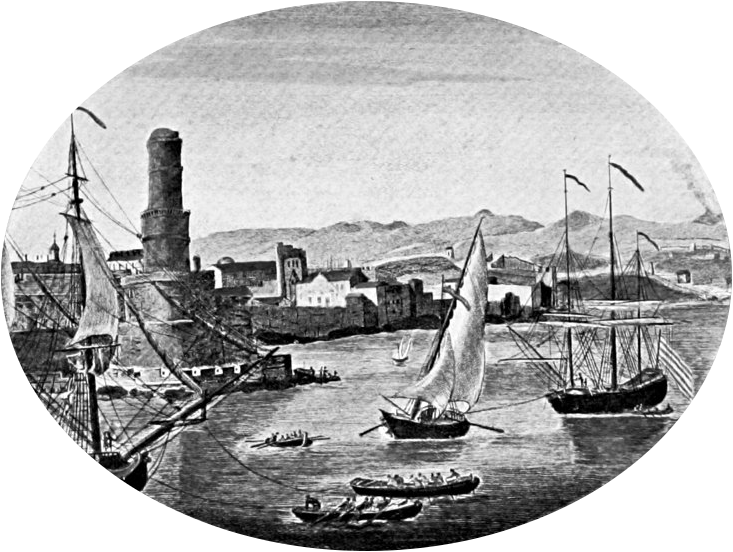
La vecchia Port Royal, centro della pirateria nei Caraibi nel XVII secolo. Fu distrutta da un terremoto nel 1692.

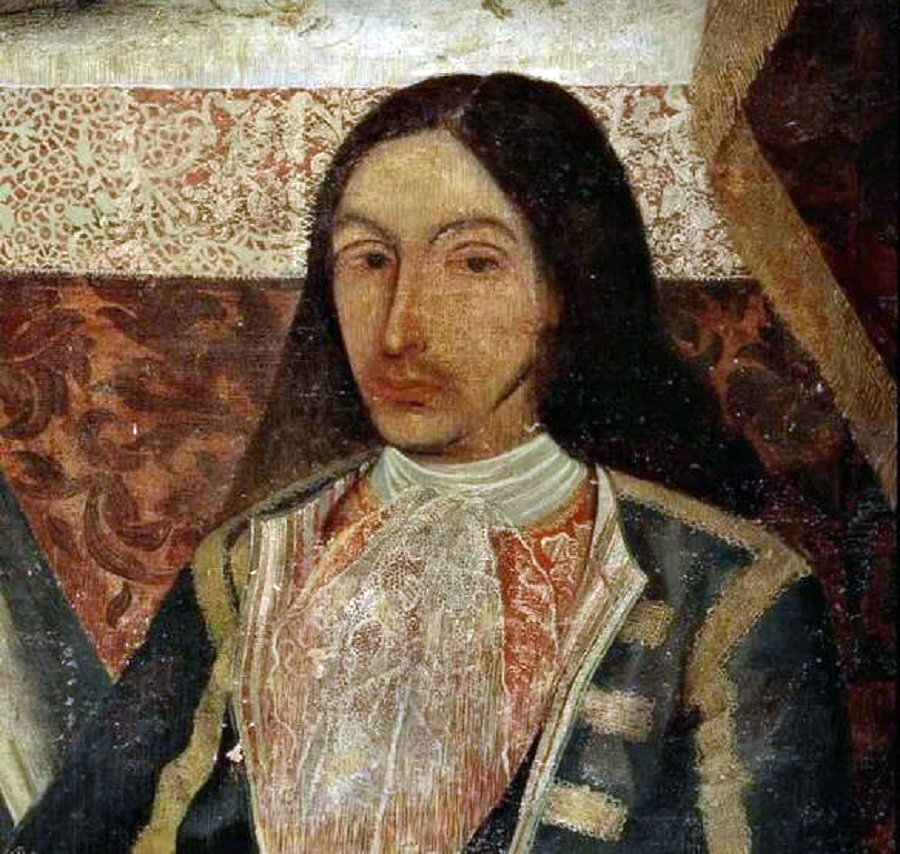
Lo spagnolo Amaro Pargo è stato uno dei più famosi corsari del periodo d'oro della pirateria.

I musulmani continuarono anche nel Rinascimento a depredare navi, e finirono progressivamente solo nel XIX secolo, partendo sempre e solo dalle coste marocchine, algerine, tunisine o libiche, ma senza essere pirati; ciò è dimostrato dal fatto che i corsari barbareschi non aggredivano navigli musulmani ma rapinavano esclusivamente imbarcazioni cristiane.
La pirateria moderna iniziò realmente solo nel XVII secolo nel Mare Caraibico e in meno di mezzo secolo si estese a tutti i continenti; il Mare delle Antille fu il centro della pirateria perché là i pirati godevano di una serie di appoggi e favori sulla terraferma, perché le numerose isole presenti erano ricche di cibo e i fondali bassi impedivano inseguimenti da parte delle già lente navi da guerra.
Tra le cause dello sviluppo della moderna pirateria vi fu l'azione della Francia e dell'Inghilterra che, per contrastare la Spagna nel Mare dei Caraibi, finanziarono vascelli corsari che saccheggiassero i mercantili spagnoli. Successivamente, sia per il venir meno dell'appoggio anglo-francese, sia per una acquisita abitudine allo stile di vita libero e indipendente, molti corsari divennero pirati.

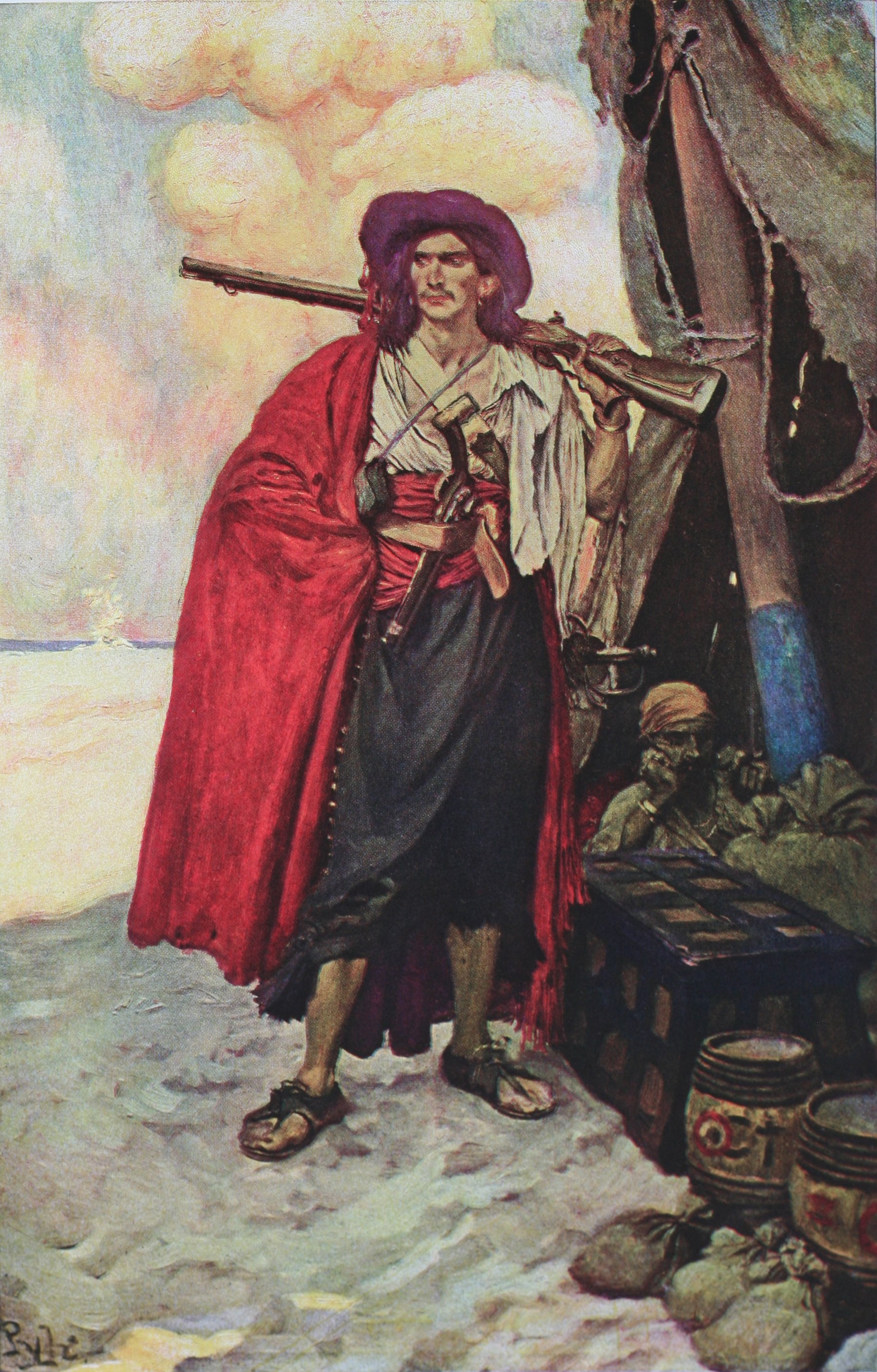
Un pirata del 1700 in un dipinto di Howard Pyle (1905).

Nel 1717 e 1718 re Giorgio I di Gran Bretagna offrì il perdono ai pirati nella speranza di indurli ad abbandonare la pirateria, senza effetto. Si organizzò allora una sistematica "caccia ai pirati" da parte di navi corsare, specificamente autorizzate dai governi per combattere i pirati. Infatti, sebbene nel momento della massima espansione, attorno al 1720, i pirati dell'Atlantico non superassero il numero di 4 000, essi furono in grado di porre una pesante minaccia sullo sviluppo capitalistico dei commerci tra Inghilterra e colonie.
Ciò fu reso possibile, oltre che dalla oggettiva difficoltà di opporsi alla pirateria, da alcune cause più generali. Con il trattato di Utrecht, la fine della guerra di successione spagnola e il nuovo equilibrio tra potenze che si creò a partire dal 1714, le marinerie militari di Francia, Spagna e Inghilterra furono molto ridotte e fino al 1730 circa vi fu anche una certa diminuzione dei commerci internazionali. La disoccupazione che colpì i marinai, la drastica diminuzione dei salari, e il contemporaneo peggioramento delle condizioni di vita sui vascelli, spinse un gran numero di marinai verso la pirateria che prometteva guadagni più facili e condizioni di vita più umane.

### Pirateria nelle isole Canarie

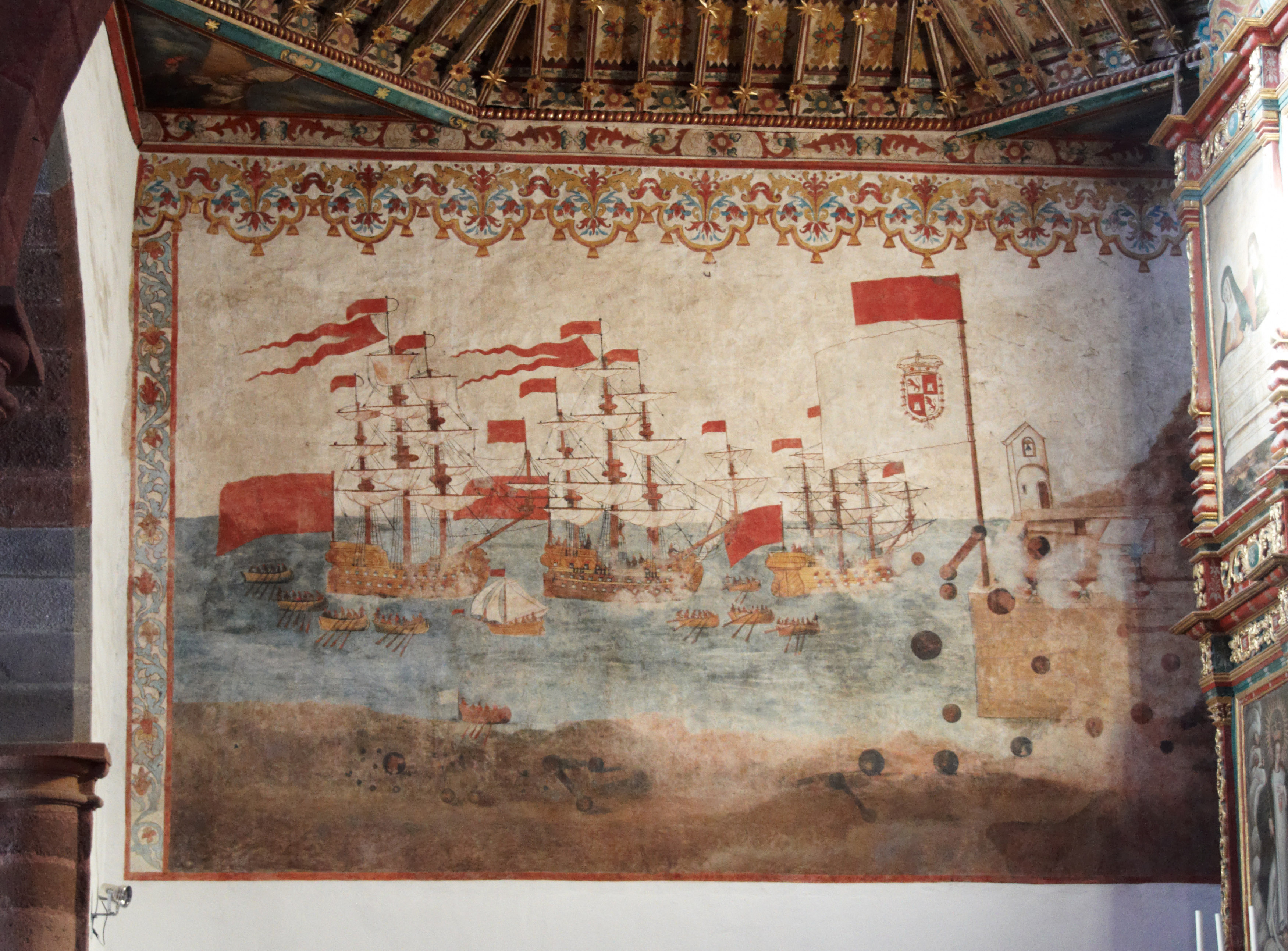
Affresco che rappresenta l'attacco di Charles Windon a San Sebastián de La Gomera (1743).

A causa della situazione strategica di questo arcipelago spagnolo come crocevia di rotte marittime e ponti commerciali tra Europa, Africa e America, questo fu uno dei luoghi del pianeta con la più grande presenza di pirati.
Le isole Canarie videro attacchi e saccheggio continuo di corsari berberi, inglesi, francesi e olandesi; e pirati e corsari che da questo arcipelago lanciavano incursioni nei Caraibi. Pirati e corsari come François Le Clerc, Jacques de Sores, Francis Drake, Pieter van der Does, Morato Arráez e Horatio Nelson attaccarono le isole. Tra i nati nell'arcipelago spiccò soprattutto Amaro Pargo, che fu beneficiato dal monarca Filippo V di Spagna per le sue incursioni commerciali/corsare.

### Pirateria in Estremo Oriente
Nei mari della Malaysia e dell'Indonesia imperversavano gli Orang Laut, pirati-pescatori, "nomadi del mare" le cui origini furono nelle lussureggianti Isole Riau, indonesiane. Questi pirati nel Medioevo furono assoldati dai signori locali per la difesa dei propri territori in cambio di benefici commerciali, come accadde durante l'epoca Srivijaya, regno malese formato da città-stato che fra il VII e il XIII secolo esercitò una talassocrazia basata sull'appoggio degli Orang Laut a bordo di imbarcazioni agili e veloci (prahos) per assalire i mercantili.
Il Mar Cinese Meridionale dal Medioevo al XIX secolo fu infestato da gruppi di pirati che in particolare imperversavano nell'odierna Taiwan. Dal XIV al XVII secolo i wakō, banditi-pirati giapponesi, colpirono l'arcipelago nipponico, le coste della Cina e la penisola di Corea. Tra i pirati dell'Estremo Oriente si ricorda la figura femminile di Ching Shih, che riunì una flotta poderosa.

### Pirateria nel Golfo Persico

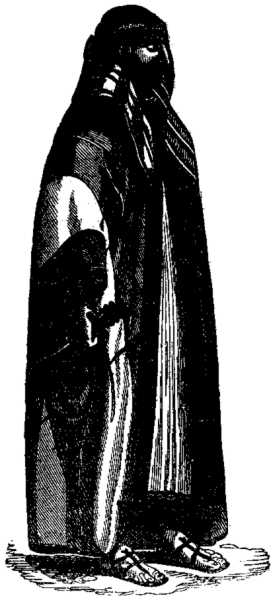
Il famoso pirata arabo Rahmah ibn Jabir al-Jalhami

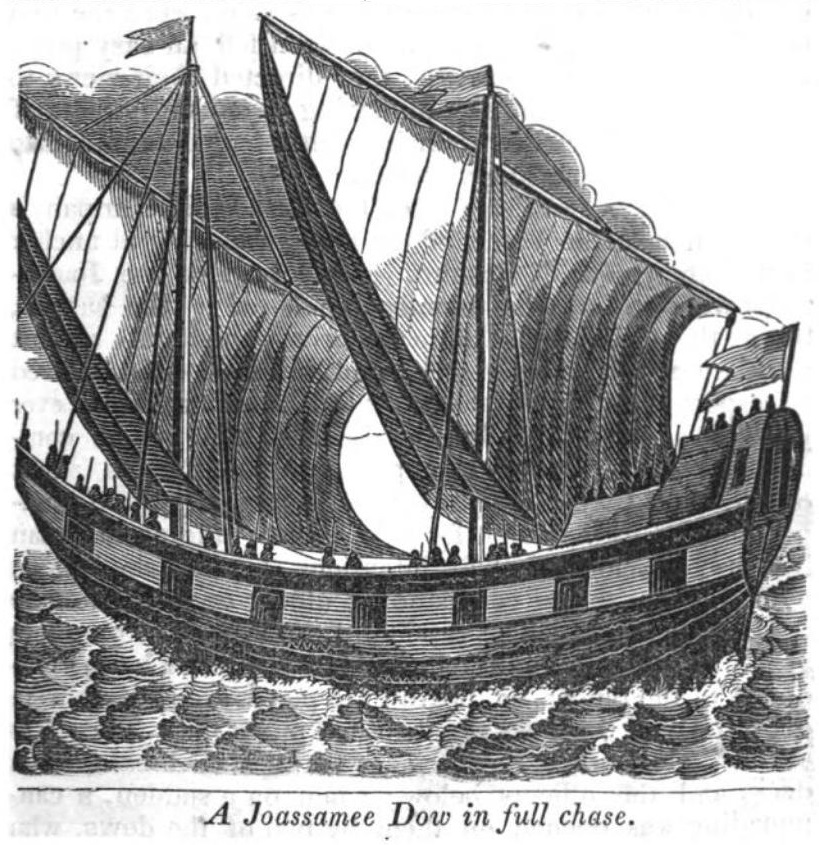
Dhow Qawasim

La pirateria nel Golfo Persico risale ad epoche molto antiche. Già nell'VIII secolo a.C. nel Golfo c'erano i pirati. Le navi che a quei tempi navigavano nel Golfo erano solite costeggiare la costa, ancorando al calare della notte e proseguendo il viaggio all'alba. Il pericolo rappresentato dai pirati era così grave che intorno al 690 a.C. il re assiro Sennacherib inviò una spedizione contro di loro e li costrinse a stabilirsi nella regione di Gerrha ad Hasa, sulla costa araba di fronte al Bahrein.
Altri scrittori greci e romani parlano spesso dei pirati che infestavano i mari, e Plinio descrive gli arcieri che erano tenuti sulle navi per difenderle dagli attacchi dei pirati. Nellìantico manuale di navigazione Periplo del Mar Rosso risalente al I secolo sono menzionati i pirati. Nel 116 d.C., l'imperatore romano Traiano, emulando le gesta di Alessandro, dopo aver sconfitto i Parti, guidò una spedizione navale nel Golfo e devastò la costa dell'Arabia, da dove proveniva la maggior parte dei pirati. Durante il periodo sasanide il re Shapur II (310 - 319) inviò una forza navale contro gli arabi di Hajar, l'attuale Hasa, come rappresaglia per la loro attività piratesca.
Anche Marco Polo, il famoso viaggiatore veneziano, che visitò Hormuz nel 1271 fece delle osservazioni sui pirati affermando che nel VII secolo le isole del Bahrein erano controllate dalla tribù piratesca di Abd-ul-Kais e nel IX secolo i mari erano così pericolosi che le navi cinesi che navigavano nel Golfo Persico trasportavano dai 400 ai 500 uomini armati e rifornimenti per sconfiggere i pirati.
Agli inizi del XVI secolo i portoghesi conquistarono la regione. Nel 1507 conquistarono Mascate, nel 1515 presero Hormuz e nel 1521 conquistarono il Bahrain. Dopo l’instaurazione del dominio portoghese nel Golfo, per qualche tempo la pirateria sembrava essere quasi cessata. Essa tuttavia riprese verrso la fine del secolo dopo che il potere del Portogallo in Oriente cominciò a scemare.
Lo scenario politico dell'inizio del XVIII secolo nel Golfo Persico vedeva il declino del potere portoghese nell'area, l'indipendenza dell'Oman dalle compagnie commerciali europee e l'assassinio nel 1747 di Nadir Shah per mano dei suoi stessi ufficiali. Tutti questi fattori diedero stimolo alle tribù arabe che abitavano la costa occidentale del Golfo; fra queste i Qawasim emersero prepotentemente per svolgere un ruolo chiave negli affari politici del Golfo nel XVIII secolo.
Sulla base delle loro innate capacità marinare e approfittando del favorevole momento politico, i Qawasim formarono la flotta più potente del Golfo Persico e stabilirono un vero e proprio monopolio dei commerci marittimi nel Golfo. Questa situazione pose i Qawasim in forte competizione con la Compagnia britannica delle Indie orientali e quindi con il governo britannico.
Accusati dai britannici di praticare estensivamente la pirateria i Qawasim furono colpiti duramente con delle campagne militari prima nel 1809 e successivamente nel 1819. Questa seconda azione ebbe un esito disastroso per i Qawasim e i loro alleati che dovettero arrendersi e firmare nel 1820 un trattato di pace che di fatto pose fine alla loro autonomia e spianò la strada per una dominazione britannica nella regione.
Occorre dire che, in tempi recenti, sulle accuse di pirateria mosse dai britannici ai Qawasim, si è acceso un dibattito. L’opinione comune di scrittori inglesi come Lorimer e più tardi Kelly era che gli inglesi fossero motivati dal desiderio di mantenere aperta un'importante via commerciale e postale (lungo il Golfo Persico) e che invece i Qawasim, erano principalmente motivati da considerazioni di saccheggio piratesco. L'attuale emiro di Sharja, Sultan bin Muhammad Al-Qasimi, nel suo libro The myth of Arab piracy in the Gulf, pubblicato per la prima volta nel 1986, ha contestato l'accusa di pirateria. Secondo lui i Qawasim erano dei proto-nazionalisti arabi preoccupati di creare una nazione nel Golfo, interessati solo marginalmente ai proventi della pirateria e molto più influenzati dal desiderio di mantenere il loro commercio dalla spietata concorrenza della Compagnia delle Indie Orientali. Probabilmente entrambe le motivazioni addotte sono incomplete e le parti in causa avevano motivazioni più sottili legate ad un ambito politico più ampio.
Gli inglesi da un lato erano impegnati in un'aspra rivalità con la Francia durante tutto il periodo in esame e avevano perso le colonie americane nella guerra d'indipendenza. Essi erano pertanto determinati a consolidare la loro posizione nell'emisfero orientale e le rotte commerciali per l'India avevano nel Golfo Persico un tratto di estrema importanza. Inoltre la campagna d'Egitto di Napoleone aveva pesantemente messo in pericolo la rotta terrestri verso l'India e anche dopo la sconfitta di Napoleone, i britannici, desiderosi di rendere sicura questa rotta, colsero l'opportunità della lotta ai "pirati" Qawasim per consolidare la loro posizione nella regione.
I Qawasim, d'altra parte, se anche erano mossi dall'obiettivo politico di unificare la parte araba del Golfo, volevano anche espandere la loro quota del commercio nel Golfo e l'Oceano Indiano nord-occidentale. Entrambi questi obiettivi furono il risultato dell’adesione dei Qawasim al Wahabismo, in un momento in cui il crollo del potere persiano diede loro la possibilità di affermarsi come potenza navale predominante nel Golfo, e quando la rivalità tribale sulla terra si unì allo zelo per l’espansione, il Wahabismo offrì ai Qawasim l’opportunità di affermarsi come gruppo predominante sulla terraferma, legittimando al tempo stesso il loro attacco alle navi facendo appello alla jihad contro i miscredenti inglesi.

### Pirateria contemporanea
La pirateria è un fenomeno presente anche nel mondo contemporaneo. I pirati d'oggi hanno armi sofisticate, ma usano le stesse antiche tecniche di abbordaggio. Attaccano navi mercantili o da crociera; in alcuni casi uccidono i marinai e s'impossessano del carico, o prendono in ostaggio l'equipaggio e chiedono un riscatto. Si calcola che le perdite annue ammontino tuttora tra 13 e 16 miliardi di dollari, in particolare a causa degli abbordaggi nelle acque degli oceani Pacifico e Indiano e negli stretti di Malacca e di Singapore, dove transitano annualmente più di 50 000 cargo commerciali.
Mentre il problema si presenta saltuariamente anche sulle coste del Mediterraneo e del Sud America, la pirateria nei Caraibi e in America del Nord è stata debellata dalla Guardia costiera degli Stati Uniti. Nel golfo di Aden e Corno d'Africa è presente la pirateria somala. Anche il golfo di Guinea è soggetto ad attacchi di pirateria.

## Caratteristiche
Spesso si tendono a confondere pirati, corsari, bucanieri e filibustieri (soprattutto nel linguaggio comune). La differenza è sottile, perché si tratta sempre di razzie, furti e rapine sul mare.
"Pirata" è il più generico: letteralmente è "assalitore" (come da etimo), ma in senso stretto è chi agisce per sé o il proprio equipaggio. Anche "corsaro" è "predone" (uno dei significati di "corsa" dal latino è "saccheggio", tanto che già in latino cursarius è sinonimo di "pirata", e tuttora "correre il mare" è "far pirateria"), però nella storia è chi non agisce solo per sé bensì anche per un governo (di cui si batte bandiera, con cui si condivide bottini e da cui si ha autorizzazione mediante "lettera di corsa"). In altre parole, i corsari sono pirati legalizzati.
“Bucaniere” e “filibustiere” sono vocaboli che si riferiscono all'epoca d'oro della pirateria (fra '500 e '800, la caraibica fra '600 e '700). I bucanieri sono i coloni anglo-francesi delle Antille di inizio XVII secolo, che dagli indigeni imparano a boucanier (termine di origine indigena, con stessa radice da cui "barbecue", passato in Europa dal francese), cioè "friggere carni su graticola (boucan)", finché le rivendicazioni coloniali spagnole li spinsero a diventare pirati sempre più organizzati, la "Fratellanza della Costa" con capitale Tortuga (decaduta dopo il 1685, espugnata nel 1720). Il filibustiere è intermedio fra pirata e corsaro: come il secondo è tollerato (ma senza lettera di corsa), come il primo è "libero saccheggiatore" (inglese freebooter, olandese vrijbuitier; francese flibustier, italiano "filibustiere") cioè dipende solo da se stesso e non da governi legittimanti. Anche i filibustieri si danno un'organizzazione, la Filibusta, per la protezione della pirateria antispagnola internazionale (ma questa 'libertà' è tale che a differenza dei bucanieri non hanno una Tortuga, pur condividendone azioni e idee).
Pirati, corsari, bucanieri e filibustieri etimologicamente sono rispettivamente assalitori, saccheggiatori, friggitori e liberi saccheggiatori.

### Codice piratesco

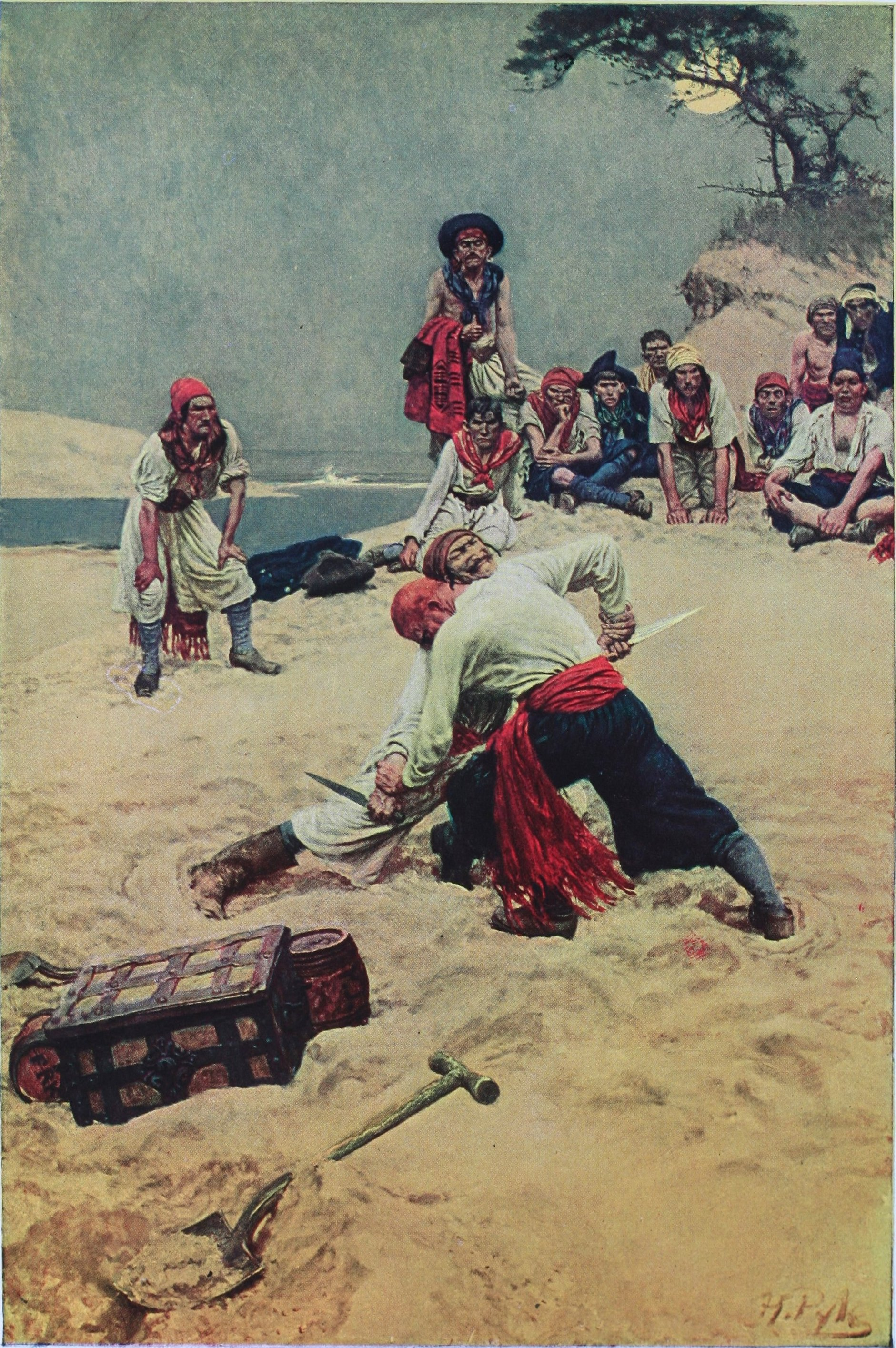
Pirati combattono per un tesoro in un dipinto del 1911 tratto da Howard Pyle's Book of Pirates (1921) di Howard Pyle.

Ogni compagnia piratesca aveva un proprio codice per governare lo stile di vita dei pirati. Tali regole servivano per dare ordine e disciplina a bordo della nave, ma anche per regolamentare la divisione dei beni rubati e per concedere risarcimenti ai pirati rimasti feriti nelle operazioni.
I pirati prendevano decisioni sempre in maniera collettiva e pertanto anche il capitano di una ciurma era soggetto a sottostare alle regole che, di fatti, erano un contratto tra ambo le parti; solo la fase del combattimento era affidata alle decisioni e all'intraprendenza del singolo che per questo si poteva distinguere dagli altri marinai a bordo.

### Tesori
È più leggenda che realtà il fatto che i pirati nascondessero tesori in isole disabitate, anche se non lo si può escludere, in attesa di poterli smerciare senza rischio. I tesori dei pirati più ricercati del mondo sono il tesoro degli Inca, il tesoro sepolto nell'Isola del Cocco (al largo della costa pacifica costaricana) e il tesoro del pirata William Kidd.

### Democrazia
I pirati dei Caraibi del Seicento e Settecento seguivano pratiche sorprendentemente democratiche a bordo delle loro navi. Le decisioni venivano prese collettivamente tramite votazioni, il bottino era diviso equamente e il capitano poteva essere destituito se ritenuto incapace. Le regole di convivenza erano stabilite in anticipo e rispettate per mantenere l'efficienza. Secondo alcuni studiosi, come l'antropologo David Graeber, i pirati potrebbero essere considerati pionieri di pratiche democratiche, anche se altri storici vedono la pirateria solo come un'attività criminale priva di ideali politici.

## Nella cultura di massa
La pirateria nell'immaginario collettivo si associa soprattutto al colonialismo e all'esotico (caraibico seicento-settecentesco in primis), ed è piena di luoghi comuni prevalentemente falsi.
In linea di massima: tutto vero per attributi, ovvero ciò che i pirati hanno (ad esempio copricapo, simboli macabri, armi fino ai denti anche in senso letterale); tutto falso per azioni, ovvero ciò che essi fanno e di cui danno prova (epiche imprese d'armi bianche, romanticismi, galanterie, camminate su passerelle per far cadere in mare, sepolture di tesori, mappe, eroismi vari...). Spesso ogni capitano pirata aveva un proprio vessillo.
Nella storia sono quasi zero i casi della camminata sull'asse; invece si tratta prevalentemente di un luogo comune cinematografico-letterario. Lo stesso vale per l'uso di galeoni e di altre navi grandi come vascelli pirata: il galeone tendeva più a subire pirateria che non a praticarla. Imbarcazioni enormi sono invece un mito hollywoodiano, in quanto esse sono pratiche ed epiche su grande schermo (scontri più emozionanti, maggior visibilità, maggior spazio per tanti attori). Nella storia, viceversa, le navi pirata avevano per lo più dimensioni contenute: facilità di "mordi e fuggi", navigazione su bassi fondali (inagibili a mezzi più grandi); a essere più grandi erano invece le prede, in quanto più veloci nel muoversi in avanti ma meno facilmente manovrabili, quindi più impacciate e vulnerabili.
I tesori non erano il bottino tipico (lo erano invece provviste, attrezzature, armamenti, qualche schiavo nero, tessuti, tutti elementi che non avrebbe senso seppellire), perché al tempo dell'Impero spagnolo coloniale la spagnola Flotta del Tesoro era quasi incontrastata nonostante le incursioni piratesche, e le riserve caraibiche di metalli preziosi erano in progressivo calo una volta annientati gli Indios (nelle cui zone erano in gioco non solo oro e argento, ma anche vari prodotti come zucchero di canna, tuberi, mais, carne, frutti tropicali, tabacco o cotone). Decisamente pochi i casi di sepoltura di tesori, per nasconderli in attesa di smaltirli (tipico lo scialacquo) o di farci una vita da sultano (raro, perché spesso si moriva prima di averne il tempo). Nella storia non sono documentate mappe indicanti luoghi di sepoltura di tesori.
Riguardo agli arrembaggi la realtà storica ha ben poco a che spartire con cinema e letteratura: scopi dell'assalto sono saccheggio e rapina, mentre uccisioni e distruzioni sono strumentali e mai fini a sé; con ciò si punta tutto soltanto sul minacciare e sull'incutere paura.
Non è vero che i pirati portassero sempre pappagalli parlanti sulla spalla. Questo pennuto era sì ricercato come souvenir esotico e quindi animale da compagnia tra marinai, ma non per questo c'era sempre di mezzo fra pirati e non era per forza l'animale più diffuso quando lo si teneva (altre volte scimmie, ma più spesso gatti per poter far piazza pulita di topi). Il pappagallo è quindi una mezza verità, non necessariamente una falsità.
Falsi gli elmi dotati di corna per i predoni, navigatori e guerrieri vichinghi: è un mito creato dal Romanticismo.
Complessivamente i pirati del passato non avrebbero avuto aure romantiche neanche potenzialmente: non erano necessariamente lupi di mare; molti non sapevano nuotare; generalmente avevano problemi col pesce; nel Mediterraneo abbordavano e arrembavano dopo lunghi avvistamenti da riva (ove peraltro si consumavano le piraterie più impegnative e sussistevano basi irrinunciabili per relative attività), non lunghe traversate in alto mare che sfociassero in spettacolari combattimenti.
In sintesi, raramente quei predoni erano in perfetta simbiosi con nautica e mare, tant'è che solitamente personale specializzato e attrezzature adatte erano frutto di sequestri; infatti sostanzialmente i briganti marittimi erano invece abili soltanto nei vizi e nelle violenze. Fra l'altro reperti archeologici subacquei porterebbero stature medie piratesche intorno al metro e sessantacinque.

### Letteratura

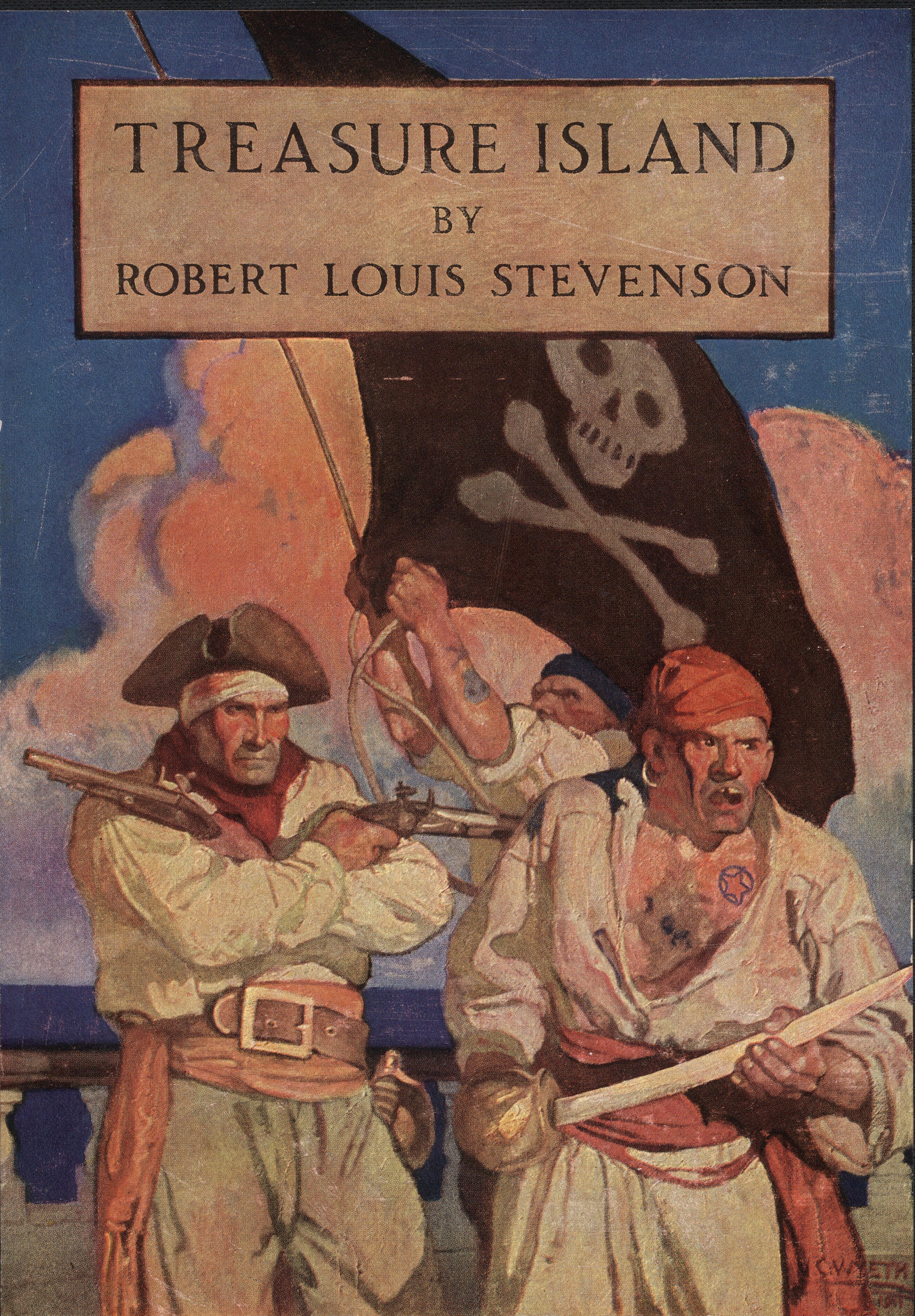
L'isola del tesoro di Robert Louis Stevenson (frontespizio di un'edizione del 1911).

Celeberrimo sul tema rimane tuttora L'isola del tesoro di Robert Louis Stevenson, che ha avuto numerose trasposizioni filmiche e ha dato origine ai principali stereotipi di questo filone, tra i quali il "tesoro nascosto".
In lingua italiana il successo dei romanzi di Emilio Salgari, pubblicati anch'essi a partire dal 1883, determinò una grande attenzione sia sui pirati della Malesia sia sui corsari delle Antille - i protagonisti dei due suoi cicli più letti - e influenzò notevolmente la successiva filmografia nazionale.
Elementi pirateschi scaturiscono anche da Peter Pan di James Matthew Barrie, soprattutto per l'antagonista Capitan Uncino che segna lo stereotipo del pirata con protesi uncinata al posto di una mano.

### Filmografia

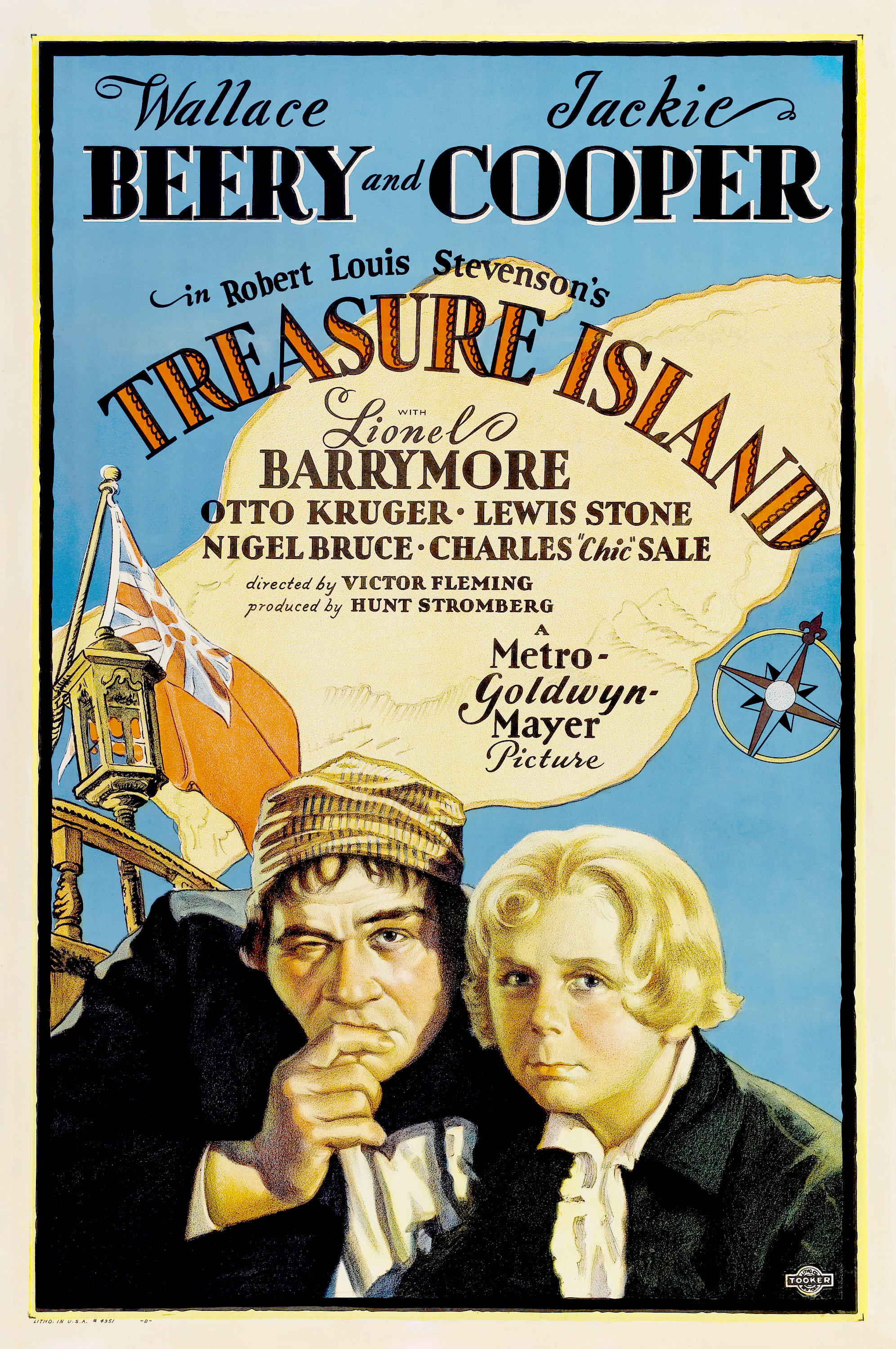
Locandina del film L'isola del tesoro (Treasure Island) di Victor Fleming (1934).

Un gran numero di pellicole ha avuto per protagonisti e antagonisti pirati, corsari, bucanieri e filibustieri, tanto che i "film sui pirati" sono considerati un vero e proprio sottogenere dei film avventurosi soprattutto di tipo "cappa e spada", che ha goduto, specialmente tra gli anni trenta e cinquanta del Novecento, di grande popolarità. Alcuni film e programmi possono avere riferimenti pirateschi senza che i pirati siano personaggi. Segue un elenco parziale.
- Cabiria, regia di Giovanni Pastrone (1914)
- Il corsaro nero, regia di Vitale De Stefano (1921)
- La regina dei Caraibi, regia di Vitale De Stefano
- Jolanda, la figlia del Corsaro Nero, regia di Vitale De Stefano (1921)
- Il figlio del Corsaro Rosso, regia di Vitale De Stefano (1921)
- Gli ultimi filibustieri, regia di Vitale De Stefano (1921)
- Il corsaro, regia di Carmine Gallone e Augusto Genina (1924)
- L'isola del tesoro (Treasure Island), regia di Victor Fleming (1934)
- Capitan Blood (Captain Blood), regia di Michael Curtiz (1935)
- Il Corsaro Nero, regia di Amleto Palermi (1937)
- I filibustieri (The Buccaneer), regia di Cecil B. DeMille (1937)
- La taverna della Giamaica (Jamaica Inn), regia di Alfred Hitchcock (1939)
- Lo sparviero del mare (The Sea Hawk), regia di Michael Curtiz (1940)
- La figlia del Corsaro Verde, regia di Enrico Guazzoni (1940)
- I pirati della Malesia, regia di Enrico Guazzoni (1941)
- Il cigno nero (The Black Swan), regia di Henry King (1942)
- Il figlio del corsaro rosso, regia di Marco Elter (1943)
- Gli ultimi filibustieri, regia di Marco Elter (1943)
- Sinbad il marinaio (Sinbad the Sailor), regia di Richard Wallace (1947)
- L'isola del tesoro (Treasure Island), regia di Byron Haskin (1950)
- Le avventure di Capitan Blood (Fortunes of Captain Blood), regia di Gordon Douglas (1950)
- L'ultimo dei bucanieri (Last of the Buccaneers), regia di Lew Landers (1950)
- La regina dei pirati (Anne of the Indies), regia di Jacques Tourneur (1951)
- Il corsaro (Captain Pirate), regia di Ralph Murphy (1952)
- Il pirata Barbanera (Blackbeard the Pirate), regia di Raoul Walsh (1952)
- I tre corsari, regia di Mario Soldati (1952)
- Jolanda, la figlia del Corsaro Nero, regia di Mario Soldati (1952)
- Il corsaro dell'isola verde (The Crimson Pirate), regia di Robert Siodmak (1952)
- Le avventure di Peter Pan (Peter Pan), regia di Clyde Geronimi, Wilfred Jackson e Hamilton Luske (1953)
- I misteri della giungla nera, regia di Gian Paolo Callegari e Ralph Murphy (1953)
- Il figlio di Sinbad (Son of Sinbad), regia di Ted Tetzlaff (1955)
- Il corsaro della mezzaluna, regia di Giuseppe Maria Scotese (1957)
- Il 7º viaggio di Sinbad (The 7th Voyage of Sinbad), regia di Nathan H. Juran (1958)
- I bucanieri (The Buccaneer), regia di Anthony Quinn (1958)
- La scimitarra del Saraceno, regia di Piero Pierotti (1959)
- Il figlio del corsaro rosso, regia di Primo Zeglio (1959)
- Il conquistatore di Maracaibo, regia di Eugenio Martín (1960)
- I pirati di Tortuga (Pirates of Tortuga), regia di Robert D. Webb (1961)
- Il dominatore dei 7 mari, regia di Primo Zeglio (1962)
- La tigre dei sette mari, regia di Luigi Capuano (1962)
- I pirati della Malesia, regia di Umberto Lenzi (1964)
- Sindbad contro i sette saraceni, regia di Emimmo Salvi (1965)
- L'avventuriero della Tortuga, regia di Luigi Capuano (1965)
- Surcouf, l'eroe dei sette mari, regia di Sergio Bergonzelli (1966)
- Il fantasma del pirata Barbanera (Blackbeard's Ghost), regia di Robert Stevenson (1968)
- Asterix e Cleopatra (Astérix et Cléopâtre), film di animazione, regia di René Goscinny e Albert Uderzo (1968)
- Franco, Ciccio e il pirata Barbanera, regia di Mario Amendola (1969)
- Morgan il pirata, regia di Primo Zeglio (1970)
- Il corsaro, regia di Antonio Mollica alias Tony Mulligan (1970)
- Il corsaro nero, regia di Lorenzo Gicca Palli (1971)
- Simbad e il califfo di Bagdad, regia di Pietro Francisci (1973)
- Un magnifico ceffo da galera (Scalawag), regia di Zoran Calic e Kirk Douglas (1973)
- L'isola del tesoro, regia di John Hough e Andrea Bianchi (1973)
- Il Corsaro Nero, regia di Sergio Sollima (1976)
- La tigre è ancora viva: Sandokan alla riscossa!, regia di Sergio Sollima (1976)
- Le avventure di Bianca e Bernie (The Rescuers), regia di Wolfgang Reitherman, John Lounsbery e Art Stevens (1977)
- Il film pirata (The Pirate Movie), regia di Ken Annakin (1982)
- Barbagialla, il terrore dei sette mari e mezzo, regia di Mel Dramski (1983)
- I Goonies (The Goonies), regia di Richard Donner (1985)
- Pirati (Pirates), regia di Roman Polański (1986)
- Asterix e la pozione magica (Astérix chez les Bretons), film di animazione, regia di Pino Van Lamsweerde (1986)
- L'isola del tesoro, regia Antonio Margheriti (1987), sceneggiato televisivo RAI distribuito anche come film. Prima trasposizione del romanzo in un'ambientazione fantascientifica.
- Sinbad of the Seven Seas, regia di Enzo G. Castellari (1989)
- L'isola del tesoro (Treasure Island), regia di Fraser Clarke Heston (1990)
- Hook - Capitan Uncino (Hook), regia di Steven Spielberg (1991)
- Pagemaster - L'avventura meravigliosa (The Pagemaster), regia di Joe Johnston (1994)
- Corsari (Cutthroat Island), regia di Renny Harlin (1995)
- Il figlio di Sandokan, regia di Sergio Sollima (1998)
- L'isola del tesoro (Treasure Island), regia di Peter Rowe (1999) - Film TV
- Il pianeta del tesoro (Treasure Planet), regia di Ron Clements e John Musker (2002). Seconda trasposizione del romanzo in un'ambientazione fantascientifica.
- One Piece (ONE PIECE - ワンピース), manga disegnato da Eiichirō Oda (1997, dal 1999 adattato anche in una serie televisiva)
- Ritorno all'Isola che non c'è (Return to Never Land), regia di Robin Budd e Donovan Cook (2002)
- Sinbad - La leggenda dei sette mari (Sinbad: Legend of the Seven Seas), regia di Patrick Gilmore e Tim Johnson (2003)
- Capitan Sciabola (Kaptein Sabeltann), film di animazione, regia di Stig Bergqvist (2003)
- La maledizione della prima luna (Pirates of Caribbean: The Curse of the Black Pearl), regia di Gore Verbinski (2003)
- Peter Pan, regia di P. J. Hogan (2003)
- Master & Commander - Sfida ai confini del mare (Master and Commander: The Far Side of the World), regia di Peter Weir (2003)
- SpongeBob - Il film (The SpongeBob SquarePants Movie), film di animazione, regia di Stephen Hillenburg (2004)
- Trappola in fondo al mare (Into the Blue), regia di John Stockwell (2005)
- Pirati dei Caraibi - La maledizione del forziere fantasma (Pirates of the Caribbean: Dead Man's Chest), regia di Gore Verbinski (2006)
- Asterix e i vichinghi (Astérix et les Vikings), film di animazione, regia di Stefan Fjeldmark e Jesper Møller (2006)
- Pirati dei Caraibi - Ai confini del mondo (Pirates of the Caribbean: At World's End), regia di Gore Verbinski (2007)
- Tutti pazzi per l'oro (Fool's Gold), regia di Andy Tennant (2008)
- Pirati dei Caraibi - Oltre i confini del mare (Pirates of the Caribbean: On Stranger Tides), regia di Rob Marshall (2011)
- Pirati! Briganti da strapazzo (The Pirates! Band of Misfits), regia di Peter Lord e Jeff Newitt (2012)
- L'era glaciale 4 (2012)
- Captain Phillips - Attacco in mare aperto (Captain Phillips) regia di Paul Greengrass (2013)
- SpongeBob - Fuori dall'acqua (The SpongeBob Movie Sponge Out of Water), film di animazione, regia di Paul Tibbit (2015)
- Pan - Viaggio sull'isola che non c'è (Pan), regia di Joe Wright (2015)
- L'incantesimo del lago: La principessa pirata (The Swan Princess: Princess Tomorrow, Pirate Today), film di animazione, regia di Richard Rich (2016)
- Black Sails - Serie TV (2014 - 2017)
- Pirati dei Caraibi - La vendetta di Salazar (Pirates of the Caribbean: Dead Men Tell No Tales), regia di Joachim Rønning e Espen Sandberg (2017)
- Leo da Vinci - Missione Monna Lisa, film di animazione, regia di Sergio Manfio (2018)
- Playmobil: The Movie, film di animazione, regia di Lino DiSalvo (2019)